# Aneura blasioides
Aneura blasioides là một loài rêu trong họ Aneuraceae. Loài này được Horik. Furuki mô tả khoa học đầu tiên năm 1991.